# Huvudbok
En huvudbok ger all bokföring sorterad efter konto. En huvudbok är en översikt över ett företags alla konton och händelser under given period.
I huvudboken ordnas ett företags alla affärshändelser systematiskt med hjälp av kontona i kontoplanen. Varje konto och vad som har hänt på detta går att avläsa. Det är lätt att se vad saldot är på de olika kontona och därigenom blir det lätt att se hur företagets intäkter, kostnader, tillgångar och skulder förändras.
Huvudboken skall följa företagets kontoplan och kontona presenteras i nummerordning. Härigenom blir det lätt att avläsa ställningen på de så kallade balanskontona och saldona på företagets resultatkonton.
Om man upptäcker eventuella felaktigheter i bokföringen är det till huvudboken man i första hand går för att finna felet.
Utöver huvudboken används även andra böcker vid bokföring. Några exempel är grundboken, som presenterar alla affärshändelser i datumordning med verifikat, och reskontran, som sammanställer fakturor till kunder och leverantörer.
I Sverige finns en standard för utbyte av bokföringsinformation mellan redovisningssystem som kallas SIE. Den administreras av intresseföreningen SIE-gruppen.